# Fortunato Foster Vidal
Fortunato Foster Vidal (Rio de Janeiro, 1832 — Rio de Janeiro, 1915) foi um militar da Marinha do Brasil de ascendência luso-inglesa.
Foi diretor do Clube Naval, de 11 de junho de 1889 a 11 de junho de 1890.
Foi ministro da Marinha do Brasil no governo de Deodoro da Fonseca, de 22 de janeiro a 23 de novembro de 1891.

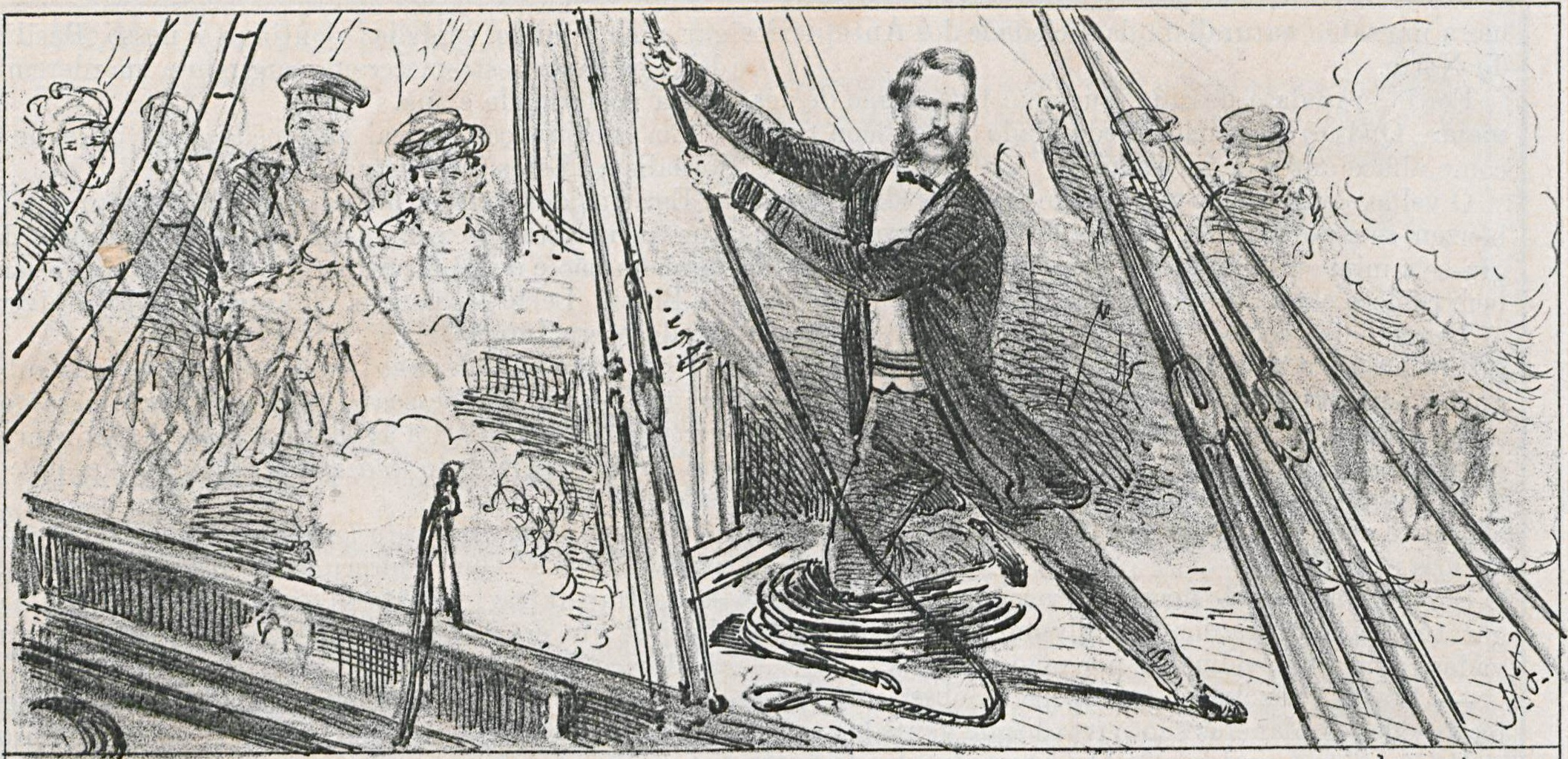
Passagem de Cuevas: O 1º tenente Fortunato Foster Vidal, secretário do capitão de mar e guerra Alvim, vendo o leme da corveta Beberibé inutilizado por uma bala das baterias paraguaias, corre a reparar o sinistro e, debaixo de vivo fogo, dá direção à embarcação.